# Montecorvino Rovella
Montecorvino Rovella ist eine italienische Gemeinde mit 12.289 Einwohnern (Stand 31. Dezember 2023) in der Provinz Salerno/Kampanien, nahe Neapel und liegt 295 m s.l.m.  Sie ist Teil der Bergkommune Comunità Montana Monti Picentini.

## Geographie
Montecorvino Rovella umfasst eine Fläche von 42,21 Quadratkilometern. Die Bevölkerungsdichte beträgt 298 Einwohner je Quadratkilometer.
Die Gemeinde besteht aus den Fraktionen Arpignano, Cannito Pezze, Cappella, Cetrangolo, Gauro, Incassata, Macchia-Lenzi, Occiano, Pianella, San Lorenzo und Temponi.
Die Nachbargemeinden sind: Acerno, Battipaglia, Bellizzi, Giffoni Valle Piana, Montecorvino Pugliano und Olevano sul Tusciano.

## Persönlichkeiten
Aus Montecorvino Rovella stammte der seliggesprochene und am 3. Januar 1328 in Peking gestorbene Johannes von Montecorvino. Geehrt wurde er mit einer am 5. Januar 2000 mit der Einweihung einer Bronzestatue in dem Ort.

## Städtepartnerschaften
- Seesen (Deutschland) seit Juli 2006.